# Herrenwieser See
Der Herrenwieser See ist ein zur Gemeinde Forbach im Nordschwarzwald gehörender Karsee auf 830 m Höhe, wenig nordwestlich des Schwarzenbachstausees. Er liegt 1,6 Kilometer Luftlinie nordöstlich von Herrenwies am Osthang des 1002 m hohen Seekopfs, eines Nebengipfels der Badener Höhe. Der See bedeckt eine Fläche von 1,2 Hektar und ist bis zu 9,5 m tief.
Wie alle Karseen ist auch der Herrenwieser See durch Gletscher entstanden. Die letzte Vertiefung des Seebeckens geschah während der Würm-Kaltzeit, die im Schwarzwald vor ungefähr 10.000 Jahren endete.
Der See gehört zum FFH-Gebiet Talschwarzwald zwischen Bühlertal und Forbach. Er ist als Naturdenkmal ausgewiesen und, zusammen mit der Karwand, auch als Biotop. Zur Durchsetzung des aus Naturschutzgründen verhängten Betretungsverbots ist der See eingezäunt. Er kann auf einem Wanderweg umrundet werden.
Zu Zeiten der Flößerei wurde am Seeausfluss ein Ablauf eingerichtet, der es erlaubte, mit dem angestauten Wasser Holz ins Tal zu schwemmen (sogenannte Scheitholztrift).